# 俺っちのウエディング
『俺っちのウエディング』（おれっちのうえでぃんぐ）は、1983年公開の日本映画。
丸山昇一のオリジナル脚本によるサスペンス・タッチのハートウォーミング・コメディで、監督は根岸吉太郎。

## キャスト
- 大村勉：時任三郎
- 小椋真紀子：宮崎美子
- 岡村博：伊武雅刀
- 太田時子：美保純
- 田島耕平：伊東四朗
- 岡村たまき：竹井みどり
- 大村静枝：正司歌江
- 小椋裕子：ロミ山田
- 太田久男：宍戸錠
- 柴俊郎：ケーシー高峰
- 勉の友人：伊藤克信
- 真紀子の友人：一色采子
- タクシーの運転手：谷村昌彦
- バーテン：安岡力也

## スタッフ
- 監督：根岸吉太郎
- 脚本：丸山昇一
- 製作：黒澤満、後藤達彦
- プロデューサー：山口剛、紫垣達郎
- 撮影：前田米造
- 美術：菊川芳江
- 音楽：大野克夫
- 録音：木村瑛二
- 照明：渡辺三雄
- 編集：川島章正
- 助監督：森安建雄
- スチール：関口嘉明